# Caméra Arriflex 35 BL
L'Arriflex 35 BL est un modèle de caméra 35 mm de la marque allemande Arri. Populaire dans les années 1970 et 1980, l'Arri 35 BL est, à l'instar de l'Éclair 16 pour le 16 mm, la première caméra 35 mm autosilencieuse et portable.
L'Arri 35 BL se déclina sous plusieurs modèles (35 BL, 35 BL-II, 35 BL-III, 35 BL-IV 35 BL-IVS). Elle fut utilisée pour la première fois lors des Jeux olympiques de 1972 à Munich. En France, elle fut la caméra de prédilection du réalisateur Claude Lelouch, habitué à de longs mouvements à l'épaule, ou de Jean-Luc Godard, qui apprécie particulièrement sa polyvalence. Elle devient une alternative moins encombrante aux caméras silencieuses existant à l'époque : Mitchell Camera ou Panavision, qui sont également plus chères à la location. (Le matériel de prise de vues n'appartient pas à la production mais est loué pour la durée du tournage.)
L'Arri 35 BL 1re version permettait des cadences jusqu'à 100 images par seconde, ce qui nécessitait un mécanisme d'entraînement à double griffes. Pour éviter le bruit engendré par les vibrations  du mécanisme sur le corps, ces deux parties sont indépendantes. Le corps, en étouffant les bruits du mécanisme, constitue alors un blimp naturel - selon le nom de l'accessoire qui recouvre traditionnellement les caméras pour en diminuer le bruit - , tandis que le mécanisme repose sur un support amortissant, un silent block, ce qui participe également à la diminution du bruit.
Néanmoins, les versions I et II nécessitaient un blimp optique, devenu par la suite obsolète, les versions ultérieures ayant été constamment améliorées. La IVS est donnée pour 20 dB à un mètre en chambre anéchoïde.
Les versions plus récentes (à partir de la BL-III), sont en monture PL, à obturateur variable, et sont limitées à 50, 40, puis 32 images par seconde.
La fabrication cesse en 1990, à l'introduction de la 535, fabriquée en matériau composite (plus léger). Néanmoins, il est toujours possible de louer les versions III, IV et IVs de l'ARRI BL, ou la version Evolution, développée par la société P+S Technik, pour une somme de 1 700 euro (BL III) à 2 500 euro (Evolution) la semaine, ce qui en fait une caméra très usitée en court métrage, en deuxième caméra ou sur des longs métrages au budget serré.

## Quelques films tournés avec l'Arri 35 BL
- 1975 : Barry Lyndon[2] de Stanley Kubrick, image de John Alcott
- 1976 : Taxi Driver[3] de Martin Scorsese, image de Michael Chapman
- 1980 : Shining[3] de Stanley Kubrick, image de John Alcott
- 1982 : Fitzcarraldo[4] de Werner Herzog, image de Thomas Mauch
- 1987 : Les Ailes du désir[4] de Wim Wenders, image de Henri Alekan
- 1990 : Les Affranchis[4] de Martin Scorsese, image de Michael Ballhaus
- 2006 : Les Lumières du faubourg de Aki Kaurismäki, image de Timo Salminen